# Parabotia fasciata
Parabotia fasciata és una espècie de peix de la família dels cobítids i de l'ordre dels cipriniformes.

## Morfologia
- Fa 15 cm de llargària màxima.
- Es diferencia de Parabotia bimaculata i de Parabotia parva per la presència d'un únic punt fosc a la base de l'aleta caudal (vs. dos en el primer i d'una franja prima i vertical en el segon).[6][7][8]

## Alimentació
En estat salvatge és un depredador bentònic, el qual es nodreix d'insectes, de crustacis i, potser també, d'alevins.

## Hàbitat i distribució geogràfica
És un peix d'aigua dolça i salabrosa, demersal i de clima subtropical (20 °C-26 °C), el qual viu a la Xina: les conques dels rius Iang-Tsé i Perla a Guangdong i Guangxi, i probablement també, a Yunnan, Guizhou i Jiangxi.

## Amenaces
Les seues amenaces potencials són la seua pesca per al consum humà, la contaminació de l'aigua, la construcció de preses i d'altres alteracions hidrològiques.

## Observacions
És inofensiu per als humans.